# Autophila banghaasi
Autophila banghaasi là một loài bướm đêm trong họ Erebidae.